# Косконий Гентиан
Косконий Гентиан (на латински: Cosconius Gentianus) e политик и сенатор на Римската империя през 2 век.
През 195 – 198 г. той е управител на провинция Долна Мизия.